# 三俣 (加須市)
三俣（みつまた）は、埼玉県加須市の町丁。現行行政地名は三俣一丁目および三俣二丁目。住居表示未実施地区。郵便番号は347-0009。

## 地理
埼玉県北東部、加須市中央部（加須地域〈旧加須市〉中央部）に位置する。南東側で上三俣および下三俣の飛地に、南西側で睦町および諏訪に、西側から北側にかけて不動岡に、西側と北東側で上三俣の飛地に、北東側で下三俣に隣接する。国道125号加須羽生バイパスが東側から北西側へと貫き、同線の三俣交差点を起点とする埼玉県道46号加須北川辺線および埼玉県道149号加須菖蒲線が東縁を通る。土地区画整理事業により都市基盤整備が行われた。全域が市街化区域に指定されている。国道125号加須羽生バイパスの沿線には店舗や事業所が多く、それ以外は主に住宅地域となっている。

### 河川
- 羽生領用水（南方用水路）
- 岡古井落

### 地価
住宅地の地価は、2023年（令和5年）1月1日時点の公示地価によれば、三俣二丁目19番3外の地点で46,400円/m2となっている。

## 歴史
- 2016年（平成28年）3月19日：前日に三俣第二土地区画整理事業の換地処分が告示されたことに伴い、施行区域で町名地番変更が行われ、上三俣・下三俣・不動岡の各一部から三俣一丁目・二丁目が成立[7][8]。
- 2022年（令和4年）11月7日：加須市社会福祉協議会本所が、三俣一丁目10番地4から下高柳1932番地1に移転する[9][10]。

## 世帯数と人口
2022年（令和4年）1月1日時点の世帯数と人口は、以下のとおりである。
| 丁目       | 世帯数  | 人口    |
| ---------- | ------- | ------- |
| 三俣一丁目 | 421世帯 | 928人   |
| 三俣二丁目 | 238世帯 | 531人   |
| 計         | 659世帯 | 1,459人 |

## 小・中学校の学区
市立小・中学校に通う場合、学区（校区）は以下のとおりとなる。
| 丁目       | 区域 | 小学校             | 中学校             |
| ---------- | ---- | ------------------ | ------------------ |
| 三俣一丁目 | 全域 | 加須市立三俣小学校 | 加須市立昭和中学校 |
| 三俣二丁目 | 全域 | 加須市立三俣小学校 | 加須市立昭和中学校 |

## 交通

### 鉄道
地内に鉄道路線は通っていない。最寄り駅は、全域が東武伊勢崎線の加須駅であり、三俣二丁目19番3外の地点から約1.4 kmの位置にある。

### 路線バス
加須市コミュニティバス「かぞ絆号」のシャトルバスが、国道125号加須羽生バイパスおよび三俣中通り線を経路として運行されている。
- 「かぞ絆号」シャトルバス：新古河駅西口 - 柳生駅 - 北川辺総合支所 - 道の駅童謡のふる里おおとね - 樋遣川十字路 - 加須市役所 - 加須駅南口 - 済生会加須病院

### 道路
- 国道125号加須羽生バイパス（国道125号加須バイパス[注釈 1]）
- 埼玉県道46号加須北川辺線（埼玉大橋通り[14]）
- 埼玉県道149号加須菖蒲線（旭橋通り線）
- 三俣中通り線（やぐるま街道）
- 不動岡東通り線

## 施設
三俣一丁目
- 三俣一丁目東公園
- 三俣一丁目西公園
- 三俣第一区集会所

三俣二丁目
- 加須市役所
- 三俣二丁目中央きずな公園
- 三俣二丁目南公園
- 三俣二丁目北公園